# Hanworth, Norfolk
Hanworth är en civil parish i Storbritannien.   Den ligger i grevskapet Norfolk och riksdelen England, i den sydöstra delen av landet, 180 km nordost om huvudstaden London. Antalet invånare är 168. Arean är 8,7 kvadratkilometer.
Terrängen i Hanworth är mycket platt.